# آی‌او اینتراکتیو
آی‌او اینتراکتیو (به انگلیسی: IO Interactive) یک شرکت توسعه دهنده بازی‌های ویدئویی که در کپنهاگ دانمارک مستقر است؛ که بیشتر به دلیل ایجاد و توسعه بازی‌های کین و لینچ: مردان مرده و هیتمن شناخته می‌شود. جدیدترین محصول این شرکت بازی ویدئویی هیتمن ۳ است.این شرکت به تازگی (سال 2023) درحال ساخت بازی جدیدی درباره ی جیمزباند است 